# Jean-François Gillet
Pour les articles homonymes, voir Gillet.
Jean-François Gillet est un footballeur international belge, né le 31 mai 1979 à Liège. Il a évolué au poste de gardien de but, principalement en Italie, et est actuellement entraîneur des gardiens au Standard de Liège.

## Biographie
Jean-François Gillet a joué 346 matchs en championnat avec l'AS Bari, ce qui fait de lui le joueur le plus capé de ce club.
Début juillet 2012, Gillet est transféré vers le Torino FC. Le club vient d'être promu en Série A et  débourse  2 millions d'euros pour le gardien belge. Gillet y signe un contrat jusqu'en 2015. Il retrouve à Turin Giampiero Ventura son entraîneur à l'AS Bari. Après Enzo Scifo, Gaby Mudingayi et Johan Walem, il est le quatrième joueur belge à porter le maillot des granata.
Le 16 juillet 2013, Gillet est condamné à 3 ans et 7 mois de suspension par la justice sportive italienne dans le cadre d’une enquête sur des matchs truqués.Sa peine sera finalement réduite à 13 mois le 24 janvier 2014.
Le 30 janvier 2015, il s'engage avec le Calcio Catane jusqu'en 2017.
En juillet 2015, il est prêté en division 1 belge au KV Malines tandis que son club du Calcio Catane est relégué en Lega Pro (troisième division italienne).
Le 4 juillet 2016, il signe son retour au Standard 17 ans après être parti.

## Palmarès
- 11 sélections en équipe de Belgique depuis 2009
- 2 fois Champion de Serie B (D2) en 2009 et 2013 avec l'AS Bari et le FC Torino.
- vainqueur de la coupe de Belgique en : 2018 avec le Standard de Liège